# Tétrapode (structure)
« Tétrapode » redirige ici. Pour les animaux appelés tétrapodes, voir Tetrapoda.

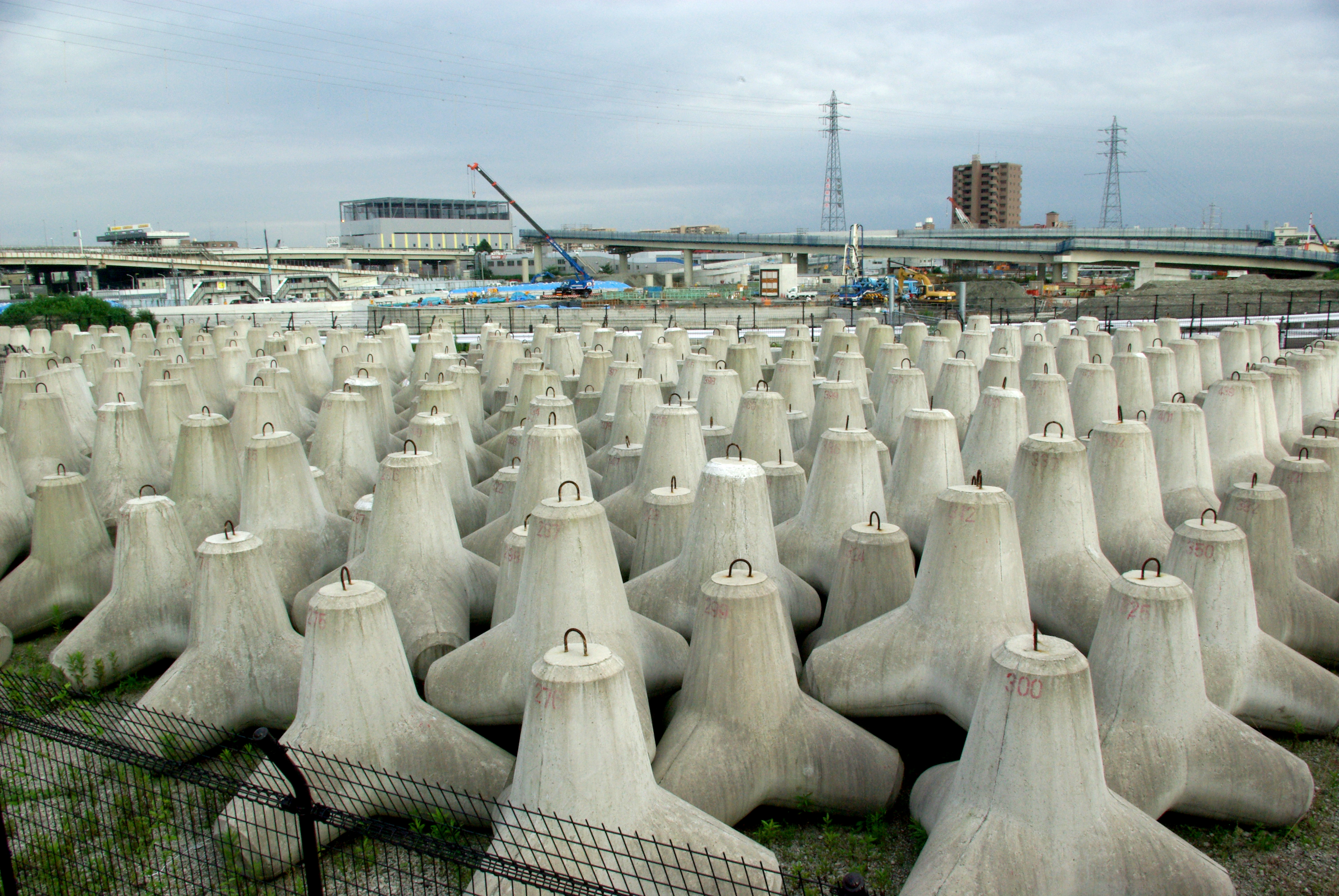
Entrepôt de tétrapodes

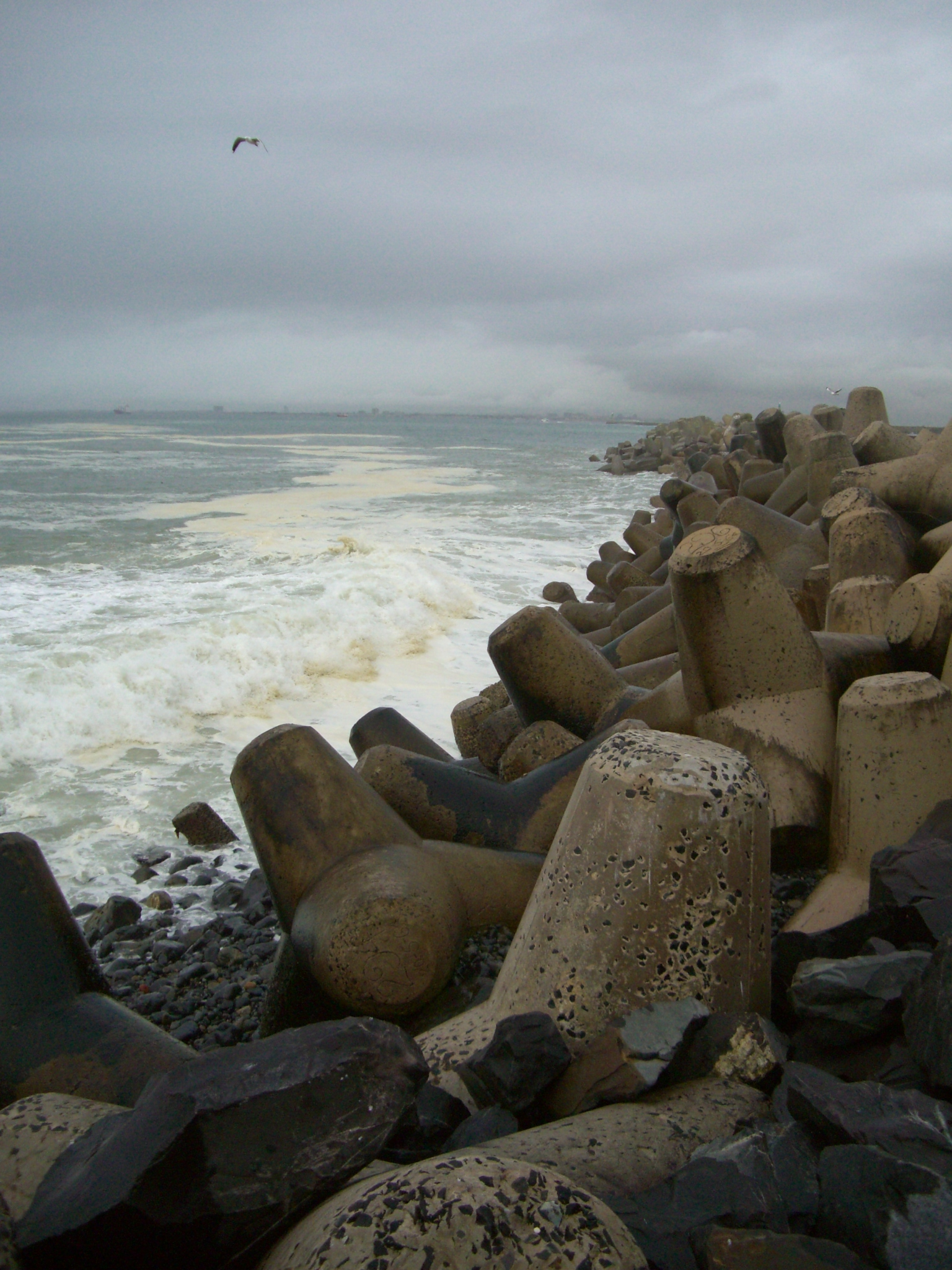
Un brise-lames essentiellement constitué de tétrapodes

Un tétrapode est une structure à quatre pieds, plus particulièrement utilisée en ingénierie hydraulique comme élément de brise-lames, c'est-à-dire pour résister à la houle et aux vagues.

## Description
Issu du grec ancien, le mot tétrapode se décompose en tétra (« quatre »), et pode (« pied »). Cette structure est composée de quatre pieds ouverts, où chaque pied est à 109,5° des trois autres, comme dans les molécules tétraédriques.
Fait de béton souvent armé, il est doté de quatre membres dont le profil courbe est calculé de telle sorte qu'il minimise l'impact des flux marins. Le dessin de la structure permet une imbrication des blocs qui, utilisés en masse, permettent de renforcer une protection côtière voire de gagner des superficies hors d'eau sur la mer.

## Histoire
La conception au début des années 1950 des tétrapodes est due au Laboratoire dauphinois d'hydraulique de Grenoble, devenu depuis Artelia en collaboration avec l'entreprise Neyrpic. Les études ont été menées par l'ingénieur Pierre Danel et le Dr. Paul Anglès d'Auriac, conduisant à un brevet.

## Utilisation
L'utilisation de tétrapodes est notamment très répandue au Japon, comme l'illustrent les aéroports gagnés sur la mer du Kansai et du Chūbu. Il est aussi utilisé aux Maldives pour protéger les plages de l'érosion.
Ce type de structure est également utilisé dans la construction de ponts et viaducs. L'un des ouvrages du LGV Rhin-Rhône, le viaduc de la Savoureuse, près de Belfort, est construit sur ce modèle[précision nécessaire].
Les tétrapodes offrent une meilleure stabilité qu'en enrochement classique grâce à leur poids et à leur emboîtement l'un dans l'autre. De plus, ils offrent une réduction de l'effet d'entraînement des vagues grâce à leur forme qui dissipe l'énergie de l'eau, et une relative flexibilité lors de leur pose qui leur permet de s'adapter aux mouvements du littoral. Cependant, leur installation peut être coûteuse et leur apparence peut être perçue comme peu esthétique par certains. Malgré cela, ils restent une option efficace et largement utilisée pour protéger des zones vulnérables contre l'érosion.
Les tétrapodes sont parfois adaptés à des fins militaires défensives en raison de leur structure robuste et leur poids, pour barrer des voies d'accès notamment contre des tanks à la manière des dents de dragon.

## Variantes
En 1981, la société « Sogreah Consultants » a développé un modèle appelé accropode. Ce terme est un nom déposé du groupe Artelia mais utilisé en génie civil.
Sur l'île de La Réunion, la « route du Littoral » utilise cette structure pour la digue de protection.

Accropodes
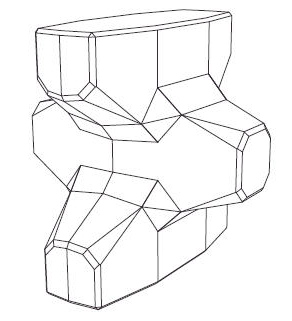
Accropode
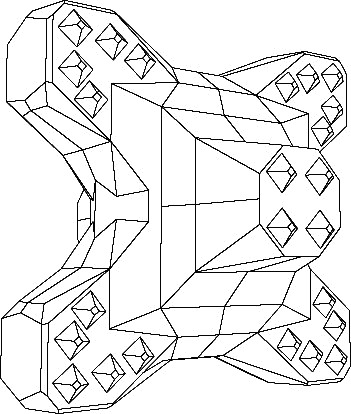
Accropode2
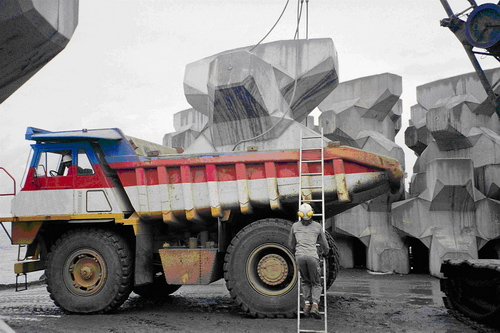
Stockage et transport des accropodes
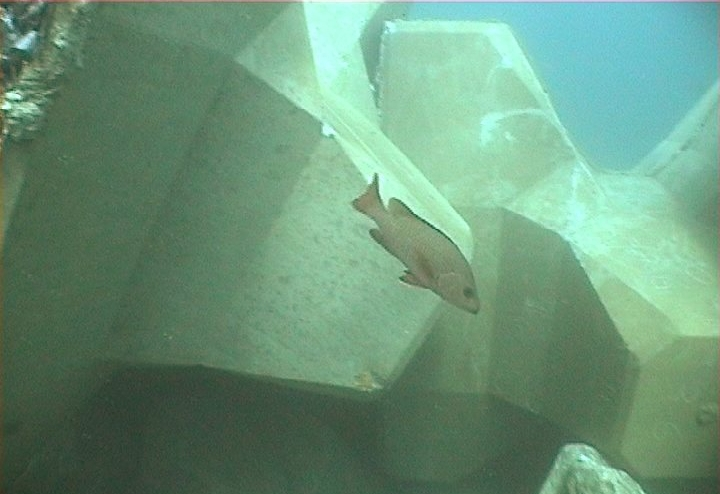
Récif artificiel

De nombreuses variantes de formes et de tailles ont été développés autour du monde.